# Esaias van de Velde

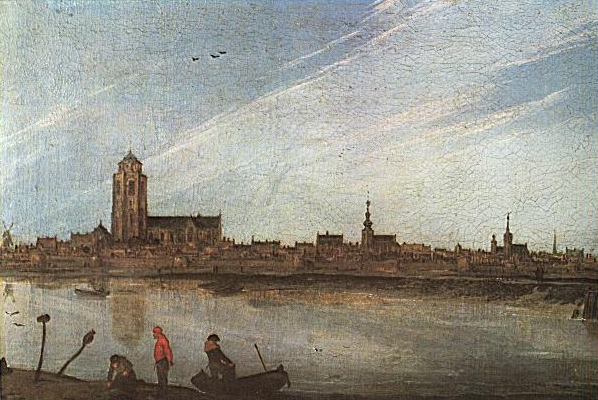
Esaias van de Velde, vista de Zierikzee (1623)

Esaias van de Velde (Amesterdão, 1591 — Haia, 1630) foi um influente pintor renascentista holandês. Retratista por excelência, Esaias pintou épicas cenas de batalha, que se encontram hoje expostas nos melhores museus do mundo.
Trabalhou em Haarlem entre 1610 e 1618 e, após este período de grande productividade, trabalhou em Haia, onde permaneceu até à sua morte. Aqui tornou-se pintor da corte, relacionando-se essencialmente com a grande nobreza.
Foi professor de Jan van Goyen, de quem se tornou grande amigo.
Ficou mais conhecido pelas suas paisagens incrivelmente realísticas, Esaias ajudou a estabelecer, na escola holandesa, o uso da paisagem realista.